# فرانسیستوون، بوتسوانا
فرانسیستوون (به انگلیسی: Francistown) شهری در ناحیهٔ شمال شرقی کشور بوتسوانا است که در سال ۲۰۰۰ میلادی ۸۳٬۰۲۳ نفر جمعیت داشته که از این تعداد، ۴۰٬۱۳۴ نفر مرد و ۴۲٬۸۸۹ نفر زن بوده‌اند.